# Prog Archives
Progarchives.com — крупнейший международный интернет-ресурс в области прогрессивной рок-музыки, основанный в 2002 году с целью распространения информации о прогрессивном роке и создания международного сообщества поклонников этого музыкального направления.
По версии Alexa.com по состоянию на апрель 2013 года, сайт Progarchives.com занимает 12 место среди топ-сайтов в категории «Музыкальные стили».

## Основатели и сотрудники
Основатель сайта — Рональд Кутюр (Ronald Couture), сооснователь и главный администратор — Максим Рой (Maxime Roy), оба живут в Канаде. В административную группу сайта (администраторы, модераторы, веб-дизайнеры) входит 10 человек. Группа специальных авторов и соавторов в составе более 100 человек помимо написания собственных материалов также развивает рамки ресурса, вводит в базу новых артистов, готовит биографические материалы и дискографии, а также исправляет ошибки. Группа постоянных авторов из более чем 100 человек поставляет на сайт обзоры, рецензии и другие информационные материалы на более или менее постоянной основе. Все участники проекта работают добровольно.

## Содержание сайта
Основу сайта составляет информационный ресурс о группах и исполнителях прогрессивного рока. По состоянию на март 2013 года, на сайте содержится информация о более чем 7700 группах и артистах.
Все исполнители на сайте приписаны к одному из следующих суб-жанров прогрессивного рока — кентерберийская сцена, кроссовер-прог (соединяющий разные направления прога), эклектичный прог, экспериментальный/пост метал, тяжёлый прог, индо-прог/рага-рок, джаз-рок/фьюжн, краутрок, нео-прог, пост-рок/мат-рок, прог-фолк, прогрессивная электроника, прогрессивный метал, психоделический/космический (спейс) рок, Rock in Opposition/авангардный рок, итальянский прогрессивный рок, симфонический прог, тек/экстрим-прог-метал, цойл, родственный прогу (prog related) и прото-прог.
Статьи о группе/исполнителе в большинстве случаев состоят из фотографии, краткой биографической справки и полной дискографии, которая охватывает в общей сложности 39 624 альбома (LP, CD и DVD). По каждому альбому существует собственная страница с изображением его обложки, исходных данных (состав и продолжительность (не всегда) композиций, состав музыкантов и т. д.), а также рецензий на альбом, написанных как постоянными авторами, так и разовыми посетителями сайта. По каждому альбому ведётся рейтинг, высчитываемый по специальной формуле на основе голосования всех зарегистрированных посетителей сайта.
По состоянию на апрель 2013 года, база данных сайта охватывает 782 579 рейтингов и рецензий от 45 141 участников.
Ресурс содержит также теоретические статьи о прогрессивной рок-музыке и отдельных её направлениях (суб-жанрах), интервью, форум, образцы произведений в аудио- и видеоформате и другие полезные материалы о прогрессивном роке.
На 2012 год имел более 360 000 уникальных посетителей в день и три миллиона посещений страниц.

## Топ-листы лучших альбомов
На основе рейтингов альбомов (по средневзвешенному баллу) составляются списки лучших альбомов — сводный топ-лист лучших альбомов прогрессивного рока, а также топ-листы по отдельным годам, десятилетиям, странам, суб-жанрам прогрессивного рока и другим параметрам.

## Отзывы
Ведущий американский журнал в области музыкальной индустрии Billboard пишет:

Prog Archives посвящен музыке, охарактеризованной им как «стиль который сочетает элементы рока, классики, психоделики и литературы». Сайт содержит регулярно обновляемые рецензии, биографии и дискографии всех групп и альбомов, которые считает этого заслуживающими. Более 6 500 рецензий альбомов означают, что это великолепное место, где новичок может начать исследование того, что представляет собой «прог».

Сервис Alexa.com следующим образом описывает Prog Archives:

Обширный ресурс прогрессивного рока с дискографиями и рецензиями (более 2000 групп, 9600 альбомов), описаниями различных субжанров, mp3-потоками, форумами и линками.

Американский портал Examiner.com указывает:

Prog Archives является пунктом назначения для любого, кто ищет информацию о прогрессивной музыке в сети. Описания жанров очень детальны, и авторы сделали все, чтобы обеспечить наилучшую информацию во всей сети. Форумы, линки на тему прога, топ-листы, гиды, рейтинги и обширная база рецензий делают его одним из крупнейших музыкальных архивов в Интернете, причём не только в этом жанре. У каждой группы есть собственная страница с биографией и дискографией, образцы звучания и рецензии.

### Оценки специализированных сайтов
Энциклопедия прогрессивного рока Gibraltar:

Всеобъемлющий сайт по прогу с большим количеством рецензий по альбомам и группам.

Сайт группы прогрессивного рока Dream Theater:

Существует сайт под названием ProgArchives, это своего рода Википедия прога. Это гигантская база данных по всем типам прогрессивной музыки. Он также имеет форум, а после регистрации вы можете участвовать в голосовании, выставляя оценки альбомам.